# Yoshinaga-san Chi no Gargoyle
Yoshinaga-san Chi no Gargoyle (яп. 吉永さん家のガーゴイル Ёсинага-сан ти но Га:гойру, Гаргулья дома Ёсинага) — серия ранобэ, написанная Сэннэндо Тагути. Была впервые опубликована компанией Famitsu Bunko (Enterbrain). Параллельно начался выпуск манги авторства Кагари Тамаоки. Позже на основе сюжета ранобэ был выпущен аниме-сериал. 13 серий транслировались по каналу Chiba TV с 4 апреля по 27 июня 2006 года.

## Сюжет
Школьница Футаба Ёсинага принимает участие в лотерее и выигрывает приз — каменную статую гаргульи. Главная героиня отказывается от приза, но организатор лотереи Такахара Иё наотрез отказывается забрать обратно статую. Футаба ставит статую как украшения для ворот. На следующее утро статуя а то есть гаргулья оживает и дышит огнём на местного почтальона. Футаба пыталась снова избавится от статуи, но всё бесполезно. Оказывается гаргулья как страж чувствует степень зла у разных людей и наиболее плохих отпугивает. Но позже Футаба и Ган-кун (как она его назвала) находят общий язык начинают вместе помогать людям.

## Список персонажей
Гар-кун (Гаргулья) (яп. ガーゴイル Га:гойру) — шедевр высококвалифицированных алхимиков, он похож на сторожевую собаку. Защищает вход у дома Ёсинага. Очень строгий и порой опасный. Футаба называет его Гар-куном.
Сэйю: Норио Вакамото
Футаба Ёсинага (яп. 吉永 双葉 Ёсинага Футаба) — единственная дочь и младший член семьи. Она сорванец и любит нарываться на неприятности. В начале ненавидит Гар-куна.
Сэйю: Тива Сайто
Кадзуми Ёсинага (яп. 吉永 和己 Ёсинага Кадзуми) — старший брат Футабы. Из-за его отсутствия мужественности, он очень часто смущается и ошибается. Но часто предпринимает нужные действия, чтобы защитить Футабу от больших неприятностей.
Сэйю: Коки Мията
Мимори Онодэра (яп. 小野寺 美森 Онодэра Мимори) — она лучший друг Футабы. Её отец слепой и ходит всегда с собакой-поводырем по имени лейтенант Авери.
Сэйю: Юна Инамура
Лили Хамильтон (яп. 梨々＝ハミルトン Рири Хамирутон) — лучшая подруга Футабы. Её отец был алхимиком и проводил над ней эксперименты. Теперь Лили может читать мысли людей и понять их чувства. Сейчас она живёт с Кайто Хякусики, которого называет дядей.
Сэйю: Нана Мидзуки
Хякусики Кайто (яп. 怪盗　百色 Кайто: Хякусики) — он очень умелый и умный вор, может сделать хитрые трюки и быстро увильнуть из дурной ситуации. Также новый опекун Лили Хамильтон.
Сэйю: Сусуму Тиба

## Список томов ранобэ
1. Yoshinaga-san Chi no Gargoyle (吉永さん家のガーゴイル?) Published on February 2004 (ISBN 4-7577-1701-6)
2. Yoshinaga-san Chi no Gargoyle 2 (吉永さん家のガーゴイル 2?) Опубликовано в марте 2004 (ISBN 4-7577-1788-1)
3. Yoshinaga-san Chi no Gargoyle 3 (吉永さん家のガーゴイル 3?) Опубликовано в июне 2004 (ISBN 4-7577-1871-3)
4. Yoshinaga-san Chi no Gargoyle 4 (吉永さん家のガーゴイル 4?) Опубликовано в сентябре 2004 (ISBN 4-7577-1967-1)
5. Yoshinaga-san Chi no Gargoyle 5 (吉永さん家のガーゴイル 5?) Опубликовано в ноябре 2004 (ISBN 4-7577-2033-5)
6. Yoshinaga-san Chi no Gargoyle 6 (吉永さん家のガーゴイル 6?) Опубликовано в феврале 2005 (ISBN 4-7577-2133-1)
7. Yoshinaga-san Chi no Gargoyle 7 (吉永さん家のガーゴイル 7?) Опубликовано в мае 2005 (ISBN 4-7577-2251-6)
8. Yoshinaga-san Chi no Gargoyle 8 (吉永さん家のガーゴイル 8?) Опубликовано в ноябре 2005 (ISBN 4-7577-2488-8)
9. Yoshinaga-san Chi no Gargoyle 9 (吉永さん家のガーゴイル 9?) Опубликовано в апреле 2006 (ISBN 4-7577-2663-5)
10. Yoshinaga-san Chi no Gargoyle 10 (吉永さん家のガーゴイル 10?) Опубликовано в мае 2006 (ISBN 4-7577-2742-9)
11. Yoshinaga-san Chi no Gargoyle 11 (吉永さん家のガーゴイル 11?) Опубликовано в ноябре 2006 (ISBN 4-7577-3000-4)
12. Yoshinaga-san Chi no Gargoyle 12 (吉永さん家のガーゴイル 12?) Опубликовано в мае 2007 (ISBN 4-7577-3503-0)
13. Yoshinaga-san Chi no Gargoyle 13 (吉永さん家のガーゴイル 13?) Опубликовано в октябре 2007 (ISBN 4-7577-3793-9)
14. Yoshinaga-san Chi no Gargoyle 14 (吉永さん家のガーゴイル 14?) Опубликовано в мае 2008 (ISBN 4-7577-4230-4)

Была также выпущена новая серия ранобэ под названием Gargoyle Alternative
1. Gargoyle Alternative (ガーゴイルおるたなてぃぶ?) Опубликовано в августе 10, 2006 (ISBN 4-7577-2866-2)
2. Gargoyle Alternative 2 (ガーゴイルおるたなてぃぶ?) Опубликовано в январе 29, 2007 (ISBN 4-7577-3325-9)
3. Gargoyle Alternative 3 (ガーゴイルおるたなてぃぶ?) Опубликовано в июле 30, 2007 (ISBN 4-7577-3631-2)
4. Gargoyle Alternative 4 (ガーゴイルおるたなてぃぶ?) Опубликовано в январе 30, 2008 (ISBN 4-7577-3978-8)

## Список серий аниме
| | |                |
| 01 | The Yoshinaga's Stone «Ёсинага-сан ти но исиккоро» (吉永さん家の石ッころ)                                         | 4 апреля 2006  |
| Через месяц, после того, как Гар-куна забрала Футаба, он обзавёлся дурной репутацией. Он помогает полиции и Эйвери как собака-поводырь, чтобы захватить преступников. | |                |
| 02 | Clash! Angel and Devil «Гэкитоцу! Тэнси то акума» (激突!天使と悪魔)                                               | 11 апреля 2006 |
| Футабу заманивают в особняк Хигасияма. | |                |
| 03 | Stolen Girl «Нусумарэта сё:дзё» (盗まれた少女)                                                                    | 18 апреля 2006 |
| Кайто Хякусики появляется и спасает Лили от отца. | |                |
| 04 | The Heart That Doesn't Show in the Mirror «Кагами ни уцуранай кокоро» (鏡に映らない心)                            | 25 апреля 2006 |
| Борьбя между Лили и философским камнем продолжается | |                |
| 05 | The Singing Voice of the Mountain «Яма но умагоэ» (山の歌声)                                                      | 2 мая 2006     |
| Иё даёт Фатабе особый шлем, который позволяет общаться с растениями.                                                                                                  | |                |
| 06 | I Cannot Hear Your Song Anymore «Мо: кими но ута ва кикоэнай» (もう君の歌は聞こえない)                            | 9 мая 2006     |
| Появляется Осирис | |                |
| 07 | Lovely Lily And The Headless Dullahan «Рири койси я куби наси дюрахан» (梨々恋しや首なしデュラハン)               | 16 мая 2006    |
| Дуллахан следует за Лили, которая возвращается домой одна. | |                |
| 08 | Gargoyle of the Silver Snow «Сироганэ юки но Га:гойру!» (銀雪のガーゴイル!)                                       | 23 мая 2006    |
| Гар-кун открывает в себе новые способности | |                |
| 09 | Phantom Thief Lily «Кайто: Рири» (怪盗梨々)                                                                       | 30 мая 2006    |
| Лили и Дуллахан ухаживают за Хякусики, который заболел. | |                |
| 10 | Shopping District Rhapsody «Сё:тэнгай кё:со:кё» (商店街狂想曲)                                                    | 6 июня 2006    |
| Гар-кун и его друзья помогают хозяину торгового центра сохранить популярность связи с открытием нового большого универмага поблизости.                                | |                |
| 11 | The Red String That The Doll Found «Нингё: га мицукэта акаи ито» (人形がみつけた赤い糸)                           | 13 июня 2006   |
| Момо, младшая сестра одноклассника Кадзуми и член театрального кружка своей школы, делает Кадзуми подарок, чтобы показать ему свои чувства.                           | |                |
| 12 | A Married Couple's Quarrel is Another Flower of the Festival «Фу:фу кэнка мо мацури но хана» (夫婦喧嘩も祭りの華) | 20 июня 2006   |
| Госики готовится к фестивалю, но у одного из старых друзей папы появился план, использовать фестиваль для рекламы на универмаге.                                      | |                |
| 13 | All's Well if the Festival Goes Well! «Мацури ёкэрэба овари ёси!» (祭りよければ終わりよし!)                       | 27 июня 2006   |
| Во время фестиваля и отец Лили с лидер Дзатора устраивают хаос в торговом районе, используя украденный артефакт.                                                      | |                |